# Scythropochroa semitrichata
Scythropochroa semitrichata är en tvåvingeart som beskrevs av Werner Mohrig 1996. Scythropochroa semitrichata ingår i släktet Scythropochroa och familjen sorgmyggor. Inga underarter finns listade i Catalogue of Life.